# Честеровский сборник
Честеровский сборник — редкое издание английских поэтов панегирического направления, вышедшее в начале XVII века под началом печатника Эдуарда Блаунта в Лондоне. К концу XX века сохранились лишь четыре экземпляра первого издания.

## Посвященные издания

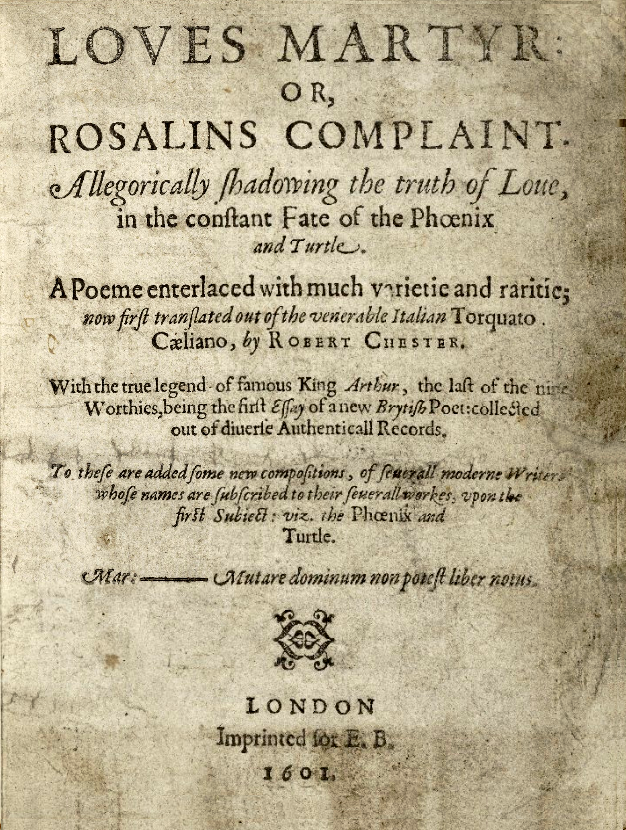

В 1601 году поэт Роберт Честер выпустил панегирическое издание, где объединил несколько поэтических произведений разных авторов с целью почтить какого-то поэта, уникальное дарование и талант которого признавали все авторы сборника, но имя которого нигде не называли.
По имени Честера издание и получило своё современное название. Оригинальное название поэтического сборника, по тогдашней традиции — «Жертва Любви, или Жалоба Розалинды, аллегорически затеняющая правду о любви и жестокой судьбе Феникс и Голубя. Поэма редкостно и разнообразно украшена; теперь впервые переведена с итальянского подлинника почтенного Торквато Челиано Робертом Честером».
Придирчивые исследователи позже обнаружили, что «почтенного» человека по имени Торквато Целиано в Италии никогда не существовало, что было ещё одной литературной мистификацией.

## Датировка
Шекспировская библиотека Фолджера хранит издание, датированное 1601 годом. Библиотека Хантингтона имеет образец, где дата отсутствует вообще, а образец Британского музея датирован 1611 годом. Сравнение текстов всех трех образцов показало, что они напечатаны в один год (неизвестно какой), поскольку совпадали все особенности печати и даже ошибки.
По словам русского исследователя Ильи Михайловича Гилилова (1924—2007), «Честеровский сборник» перенасыщен мистификациями. Гилилов ставит под сомнение дату выхода сборника, как в 1601-м, так и в 1611 году, считая 1612 год наиболее вероятным временем напечатания.
«Честеровский сборник» — единственное коллективное издание, в котором принял участие Шекспир, предоставивший для книги поэму «Феникс и голубка» (первое прижизненное издание автора, вышедшее с его ведома).

## Печатник Эдуард Блаунт
Издание печатал Эдуард Блаунт, который был тесно связан со многими влиятельными аристократами, литераторами и состоятельными любителями тогдашней литературы. Именно Блаунт издал в своё время «Геро и Леандра» Кристофера Марлоу, «Дон Кихота» Сервантеса, «Опыты» француза Мишеля де Монтеня. Эдуард Блаунт был обязан зарегистрировать новое издание в Обществе печатников и издателей, но безнаказанно избегал этого правила, что говорит о влиятельных покровителях, позволивших ему это. Среди последних — лорд Пембрук, лорд Монтгомери, граф Саутгемптона и др.
С Пембруком была связана родная сестра поэта Филипа Сидни — Мэри Сидни-Пембрук, тоже поэтесса и родная тетя жены Роджера Меннерса. Есть гипотеза, что именно леди Мэри Сидни-Пембрук готовила издание Шекспира 1623 года «Первое фолио», которое включало 36 пьес Шекспира из 38 приписываемых сейчас данному автору. Книга вышла с посвящением сыновьям леди Мэри, которые материально поддержали новое издание.
Именно Эдуард Блаунт и напечатал «Первое фолио», благодаря чему и вошел в историю литературы.